# Шалава (герб)
Салава або Шалава (пол. Szaława, Saława, Salava, Sielawa) — родовий герб польської та української шляхти, яким користувалася, зокрема, родина Самойловичів з XVII століття, до якої належав Гетьман України Самойлович Іван Самійлович. Герб давньоукраїнського походження (від часів Київських князів).

## Опис
В лазуровому полі — золоте кільце з трьома кавалерськими хрестами, розташованими рівномірно (два й один) на його внутрішньому колі. У клейноді — рука з мечем. Намет — синій, підбитий золотом.
У гетьмана Самойловича був дещо відмінний герб, який він отримав у останні роки свого гетьманування: в червоному полі щита — три чорних кавалерських хрести (один та два). У клейноді — три страусиних пір'їни.

## Походження
В книзі Herbarz polski Kaspra Niesieckiego приводиться така версія виникнення гербу за часів князя Володимира Великого. Представник майбутнього роду Галка-Ледуховських, родич князів київських, був направлений Володимиром у якості посла до держав Заходу з метою вивчення християнства. Повернувшись, Галка почав ревно вихваляти універсальність цієї релігії та був осміяний іншими боярами, прихильниками поганства. Розлютившись, посол викликав  бояр на двобій, у якому три прихильника поганства були вбиті. Ця "дивовижна перемога" схвилювала свідків та самого князя і навіть могла послужити прийняттю Володимиром християнства. Натомість Галка отримав епітети  "Шалений", "Шаленство", "Навернений" (у сенсі увірувавший) і цими ж словами описують герб. Одна з назв гербу - "Той, хто навертає" (Naworotnik). 

## Представники
- Ледуховські, Свірзькі